# Sanctuaire Notre-Dame de Tal-Ħerba
Le sanctuaire Notre-Dame de Tal-Ħerba est une église et un sanctuaire marial catholique situé dans la ville de Birkirkara, à Malte.

## Historique
Le sanctuaire a été construit en 1610, à l'emplacement d'une église devenue rapidement trop petite pour accueillir le nombre toujours plus important de pèlerins venus adorer l'effigie de la Madonna tal-Ħerba. En 1640, l'église est agrandie et décorée, la façade actuelle ne datant que de 1797. Le 23 mars 1783, Mgr l'évêque Labini procède à la dédicace de l'église, consacrée à la Nativité de Marie. De nouveau en 1913, l'église est agrandie.